# Polyhemus
Polyhemus är ett släkte av kräftdjur som beskrevs av Otto Friedrich Müller 1776. Polyhemus ingår i familjen Polyphemidae.
Släktet innehåller bara arten Monoculus polyhemus. Polyhemus är enda släktet i familjen Polyphemidae.